# Party (Pet Shop Boys)
Party è la sesta raccolta del gruppo musicale britannico Pet Shop Boys, pubblicato il 4 novembre 2009 esclusivamente in Brasile.
Pubblicata per la promozione in Brasile del loro album Yes, la data di pubblicazione della compilation fu fatta coincidere con i concerti brasiliani del Pandemonium Tour del gruppo. La compilation include le hit dei Pet Shop Boys più famose in Brasile, alcune delle quali sono colonne sonore di alcune soap opere brasiliane (canzoni come Being Boring, Domino Dancing, West End Girls e la recentissima King Of Rome).

## Tracce
1. West End Girls (10" Mix)
2. Love Comes Quickly
3. Paninaro (7" Mix)
4. It's a Sin (Disco Mix)
5. What Have I Done to Deserve This?
6. Always on My Mind (Extended Dance Version)
7. Domino Dancing
8. It's Alright (7" Version)
9. Being Boring
10. Go West
11. Before (Single Edit)
12. New York City Boy
13. Home and Dry (Radio Edit)
14. Minimal (Radio Edit)
15. Love Etc.
16. King of Rome